# Alan Andrew Watson
Alan Andrew Watson FRS (Edimburgo, 26 de setembro de 1938) é um físico britânico. É professor emérito da Universidade de Leeds.
Watson estudou na Universidade de Edimburgo (BSc 1960) e recebeu um PhD em 1964, com a tese Physics of Condensation of Water Vapour.
Watson foi professor de física da Universidade de Leeds em 1984, tendo sido previamente Reader de física de partículas cósmicas, e aposentado em 2003 como professor emérito.
Watson foi instrumental na criação do Observatório Pierre Auger na Argentina (início 1999), que reuniu os dados que levaram a grandes descobertas em astronomia de raios cósmicos. O observatório cobre uma área de 3000 km2 com 1600 detectores de partículas cada um colocado a intervalos de 1,5 km.
Watson foi eleito Membro da Royal Society (FRS) em 2000.